# 히가시이코마 신호장
히가시이코마 신호장(일본어: 東生駒信号場, ひがしいこましんごうじょう)은 일본 나라현 이코마시에 있는 긴키 닛폰 철도 게이한나 선의 신호장이다.

## 구조
갓켄나라토미가오카 방면에 선로와 히가시하나조노 검차구 히가시이코마 차고에 입출고 하기 위한 선로가 분기한다.
여객 영업은 하지 않기 때문에, 플랫폼은 설치되지 않았다.

## 역 주변
- 나라 선 히가시이코마 역
- 히가시하나조노 검차구 히가시이코마 차고 - 차고 안쪽은 나라 선과 연결되어 있어서 고이도 검수차고에는 모토 75형을 연결하고 회송된다.

## 역사
- 2006년 3월 27일: 게이한나 선 이코마 ~ 갓켄나라토미가오카 개업에 따른 개설.

## 인접역
| 긴키 닛폰 철도 ■ 게이한나 선 | 긴키 닛폰 철도 ■ 게이한나 선 | 긴키 닛폰 철도 ■ 게이한나 선         |
| ---------------------------- | ---------------------------- | ------------------------------------ |
| 이코마 나가타 방면           |                              | 시라니와다이 갓켄나라토미가오카 방면 |